# Beariz
Beariz es un municipio español de la provincia de Orense, Galicia. Pertenece a la comarca de Carballino.

## Geografía
El ayuntamiento de Beariz linda al norte con el ayuntamiento pontevedrés de Forcarey, al este con los ayuntamientos orensanos de Irijo y Boborás, al sur con el ayuntamiento orensano de Avión y al oeste con el ayuntamiento pontevedrés de La Lama.
Al norte y oeste del municipio es donde se alcanzan las mayores altitudes (Marcofán, 940 metros). 
La principal vía de comunicación es la carretera nacional N-541.

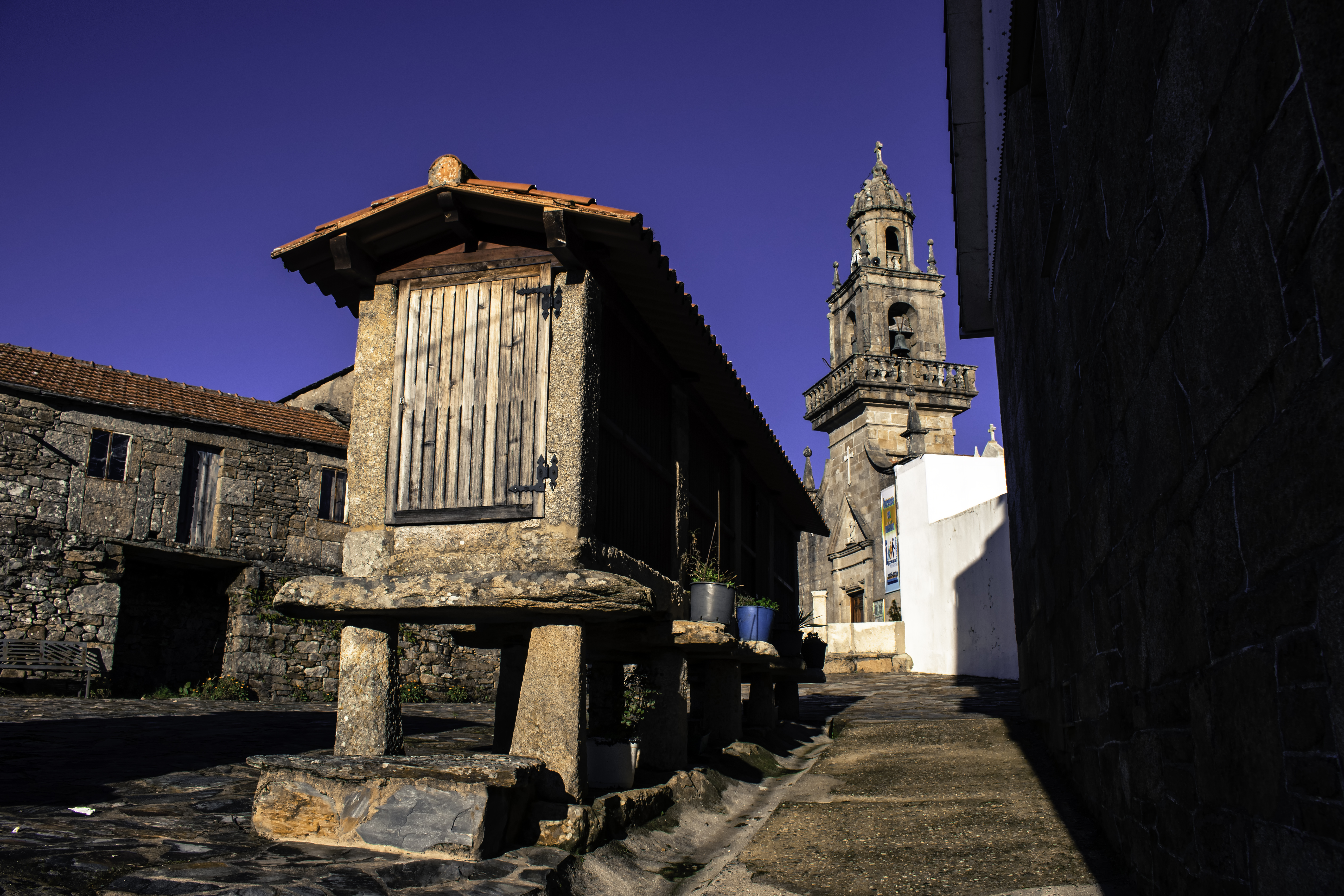
Hórreo a las afueras de la Iglesia de Santa María de Beariz.

## Historia
Beariz, al igual que toda la Tierra de Montes, fue gobernada por los arzobispos compostelanos a través de los Merino, nombrados por ellos, y que tenían su sede y residencia en el Castro de Montes, en San Miguel de Presqueiras (municipio de Forcarey). Allí se había construido una fortaleza y una torre, de la que hoy solo quedan las ruinas.
Esta torre la había mandado construir el propio Arzobispo Gelmírez y estaba situada en una especie de península que forma el río Castro, afluente del Lérez, y que fue destruida durante la Revuelta Irmandiña en 1476. Los trece Merinos, que residían en ella, se mudaron después a Soutelo de Montes y permanecieron allí hasta el fin de los Señoríos en 1811. Y es en este año precisamente cuando se forman los primeros municipios.
En Beariz se conserva parte de una carretera romana, y un puente sobre el río Verdugo, en Ricovanca En Beariz destacan las iglesias de Santa María de Beariz, San Domingos de Xirazga y Santa Cruz de Lebozán.
En el año 2004, fallecería en un accidente aéreo el piloto de una avioneta contraincendios que intentaba calmar un incendio forestal en Poyo, Pontevedra.

## Geografía humana

### Demografía
Cuenta con una población de 949 habitantes (INE 2024).
| Gráfica de evolución demográfica de Beariz entre 1842 y 2021                                                          |
| |
| Población de derecho según los censos de población del INE. Población de hecho según los censos de población del INE. |

### Organización territorial
El municipio está formado por dieciocho entidades de población distribuidas en tres parroquias:
- Beariz (Santa María)
- Girazga[8] (San Salvador)[6][10]
- Lebozán (Santa Cruz)

## Monumentos
- Iglesia de Santa María de Beariz, iglesia católica y parroquial construida en el siglo XVII.[11]

## Turismo
- Monte Marcofán, orientado de norte a sur, se contempla este monte, con una altiplanicie en la cumbre. Esta pequeña cordillera enlaza la sierra de O Candán y el Monte Testeiro, al noroeste, perdiéndose en los montes de Marco y Pena, camino de O Ribeiro, dónde sus peñascos y cumbres se acuestan sobre los viñedos de Leiro y Ribadavia.
- Molino y puente romano de Ricovanca, en la parroquia de Girazga. Se tratan de antiguas construcciones que facilitaban la molida de cereales.
- Castro de Magros, en la parroquia de Santa María de Beariz. Antiguo yacimiento arqueológico de la época castreña que conserva un buen estado.

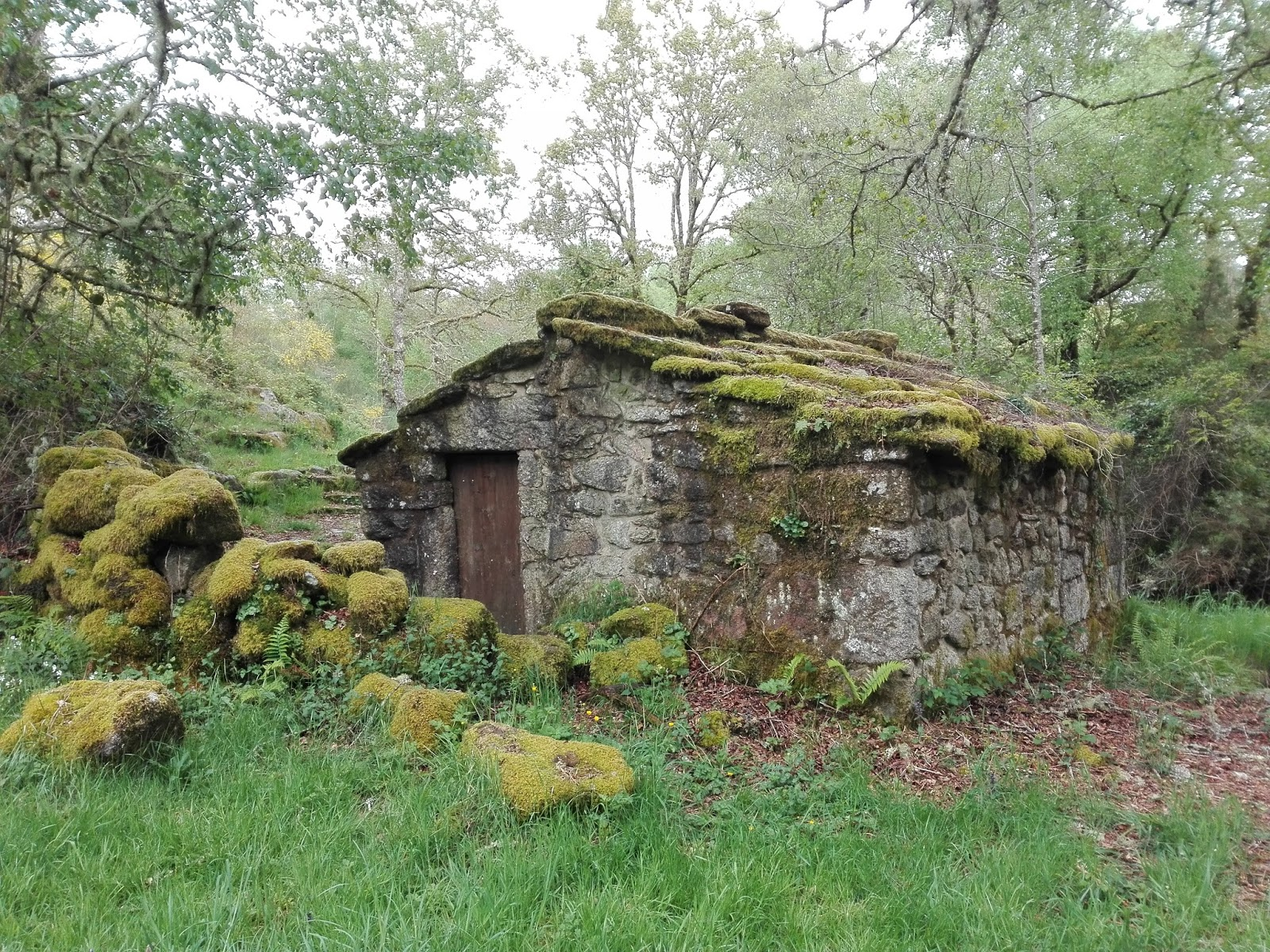
El Molino de Ricovanca.

## Equipamiento

### Carballeira de San Pedro
También conocida como Carballeira de Muradás, es un parque situado en Muradás (Santa María de Beariz). El parque, repleto de carballos, cuenta con una zona de juegos infantiles, una fuente en desuso, un cruceiro y una estatua ("Monumento al emigrante"), aparte de varios bancos.
En la Carballeira también encontramos la Capilla de San Pedro. Además, una pequeña parte de la Carballeira, separada por la Capilla, pertenece a un bar, cuyo nombre hace referencia a la Capilla.

### Piscinas parroquiales
En los pueblos de Magros (Santa María de Beariz) y Doade (San Salvador de Girazga), se encuentran dos zonas de baño con la calificación de excelente por la Junta de Galicia. Estas piscinas también aceptaron formar parte de la red "Praias sen fume" ("Playas sin humo"), un proyecto de la Junta con el objetivo de normalizar la ausencia de tabaco en las piscinas gallegas.